# Ide (Quersoneso tracio)
Ide o Ida (en griego, Ἴδη) es una antigua ciudad griega del Quersoneso tracio.
Es citada en el Periplo de Pseudo-Escílax, en el segundo lugar de una sucesión de ciudades del Quersoneso tracio formadas por Cardia, Ide, Peón, Alopeconeso, Araplo, Eleunte y Sesto.
Se desconoce su localización exacta, si bien por el orden citado en la sucesión de Pseudo-Escílax se supone que debió estar en la costa norte del Quersoneso.